# Libro de Job
El Libro de Job (אִיּוֹב), o simplemente Job, es un libro que se encuentra en la sección Ketuvim («Escritos») de la Biblia hebrea y el primero de los Libros poéticos del Antiguo Testamento de la Biblia cristiana. El lenguaje del Libro de Job, que combina influencias del hebreo y el arameo posbabilónico, indica que fue compuesto durante el período persa (540-330 a. C.), y que el poeta utilizó el hebreo de una manera culta y literaria. Aborda el problema del mal, proporcionando una teodicea a través de las experiencias del protagonista epónimo. Job es un hombre rico y temeroso de Dios, con una vida cómoda y una gran familia. Dios discute la piedad de Job con Satanás (הַשָּׂטָן). Satanás reprende a Dios, afirmando que Job se alejaría de Dios si perdiera todo lo que posee. Dios decide poner a prueba esa teoría permitiendo que Satanás inflija dolor a Job. El resto del libro trata sobre el sufrimiento de Job y cómo se defiende con éxito de sus amigos indiferentes, a quienes Dios reprende, y sobre la soberanía de Dios sobre la naturaleza.
En el Tanaj hebreo figura entre los Ketuvim (Escritos), ubicado entre los Proverbios y los Cantares.
En el Cristianismo figura como el primero de los Libros Sapienciales:
- En el canon católico se ubica entre II Macabeos y el libro de los Salmos.
- En el canon ortodoxo, nestoriano y miafisita (ortodoxo oriental), se ubica entre IV Macabeos y los Salmos.
- En el canon protestante se encuentra entre el libro de Ester y los Salmos.

## Autor y datación
Su autoría es desconocida, aunque la tradición lo atribuye a Moisés. Según la tradición, Moisés pudo conocer la historia de Job durante su huida del Bajo Egipto. Si este fuera el caso, Job era un habitante de la península arábiga, situada al este del imperio.
Aunque algunos de estos especialistas datan el libro entre el año 500 a. C. y el año 250 a. C., su cita en antiguos manuscritos judíos descartan tal opción. Popularmente se considera que este fue escrito alrededor del año 500 a. C.
Dada la perfección formal del escrito se piensa normalmente en la época de oro de la literatura judía, es decir, entre los siglos x y 	viii antes de Cristo. Charles Pfeiffer, tomando en cuenta los arameísmos presentes en el texto lo data con posterioridad, es decir, hacia el final de la monarquía judía. 
Por otro lado, la problemática tratada habla de una datación incluso posterior, por lo menos tras las deportaciones y en tiempos del profeta Malaquías: entre el 538 y el 330 a. C.
El autor es anónimo, pero de gran finura religiosa y conocimientos. El apéndice que añade la traducción de los LXX afirma que Job vive en Uz, entre los confines de Idumea y Arabia.
Aun cuando la temática del libro es unitaria, hay diversos indicios de una composición más compleja, como por ejemplo, la variación en el uso de los nombres divinos (Yahveh, Saddai, Eloah, Elohím). Sin embargo, se mantiene a lo largo de la obra el uso coherente (por ejemplo, Job solo usa una vez el nombre “Yahveh” en el prólogo y en una expresión corriente). Al parecer las arengas de Elihú resultan ser añadidos debido a su forma de razonamiento y a que el discurso anterior y posterior ni siquiera lo toman en cuenta.

### Temática
Es el sufrimiento del inocente Job. Ya desde la más remota Antigüedad los pensadores se han enredado en el espinoso problema del hombre bueno que sufre y del malo feliz. Incluso Platón se preocupó del asunto y le dio una formulación precisa, aunque sin encontrarle una solución que no chocara contra la filosofía y la moral.
Varios mitos griegos se refieren a temas parecidos: Prometeo es culpable, pero la enormidad de su castigo lo rebela; Edipo Rey sufre el castigo de los dioses por un pecado que él no era consciente de estar cometiendo; Hércules no ha pecado, pero los puños de los dioses terminan por aplastarlo.

### Prólogo en la Tierra y en el Cielo
En el capítulo 1, el prólogo en la Tierra presenta a Job como un hombre justo, bendecido con riquezas, hijos e hijas, que vive en la tierra de Uz. A continuación, la escena se traslada al cielo, donde Dios pregunta a Satanás (הַשָּׂטָן) su opinión sobre la piedad de Job. Satanás acusa a Job de ser piadoso solo porque cree que Dios es responsable de su felicidad; si Dios le quitara todo lo que tiene, seguramente lo maldeciría.
Dios da permiso a Satanás para despojar a Job de sus riquezas y matar a sus hijos y sirvientes, pero Job, sin embargo, alaba a Dios:
Desnudo salí del vientre de mi madre, y desnudo volveré allí; el Señor dio, y el Señor quitó; bendito sea el nombre del Señor.
En capítulo 2, Dios permite además a Satanás afligir el cuerpo de Job con forúnculos dolorosos y deformantes. Mientras Job se sienta en las cenizas de su antigua propiedad, su esposa le insta a «maldecir a Dios y morir», pero Job responde:
¿Acaso recibiremos de Dios el bien y no recibiremos también el mal?

### Monólogo inicial de Job y diálogos entre Job y sus tres amigos
En capítulo 3, «en lugar de maldecir a Dios», Job lamenta la noche de su concepción y el día de su nacimiento; anhela la muerte, «pero no llega».
Sus tres amigos, Elifaz el Temanita, Bildad el Shuhita, y Zofar el Naamatita, lo visitan, lo acusan de pecar y le dicen que su sufrimiento es merecido. Job responde con desprecio, llamando a sus visitantes «consoladores miserables». Job afirma que, dado que un Dios «justo» no lo trataría tan duramente, es imposible tener paciencia en el sufrimiento, y que el Creador no debería tomar a sus criaturas a la ligera, enfrentándose a ellas con tanta fuerza.
Las respuestas de Job representan una de las reformulaciones más radicales de la teología israelita en la Biblia en hebreo. Se aleja de la actitud piadosa mostrada en el prólogo y comienza a reprender a Dios por la ira desproporcionada contra él. Él ve a Dios, entre otras cosas, como
- intrusivo y sofocante[12]
- implacable y obsesionado con destruir a un objetivo humano[13]
- enfadado[14]
- obsesionado con el castigo[15]
- hostil y destructivo[16]

Job entonces cambia su enfoque de la injusticia que él mismo sufre al gobierno de Dios sobre el mundo. Sugiere que Dios no hace nada para castigar a los malvados, que se han aprovechado de los necesitados y los indefensos, quienes, a su vez, han sido abandonados a sufrir las importantes penurias que se les han infligido. 

### Tres monólogos: Poema a la sabiduría, monólogo final de Job

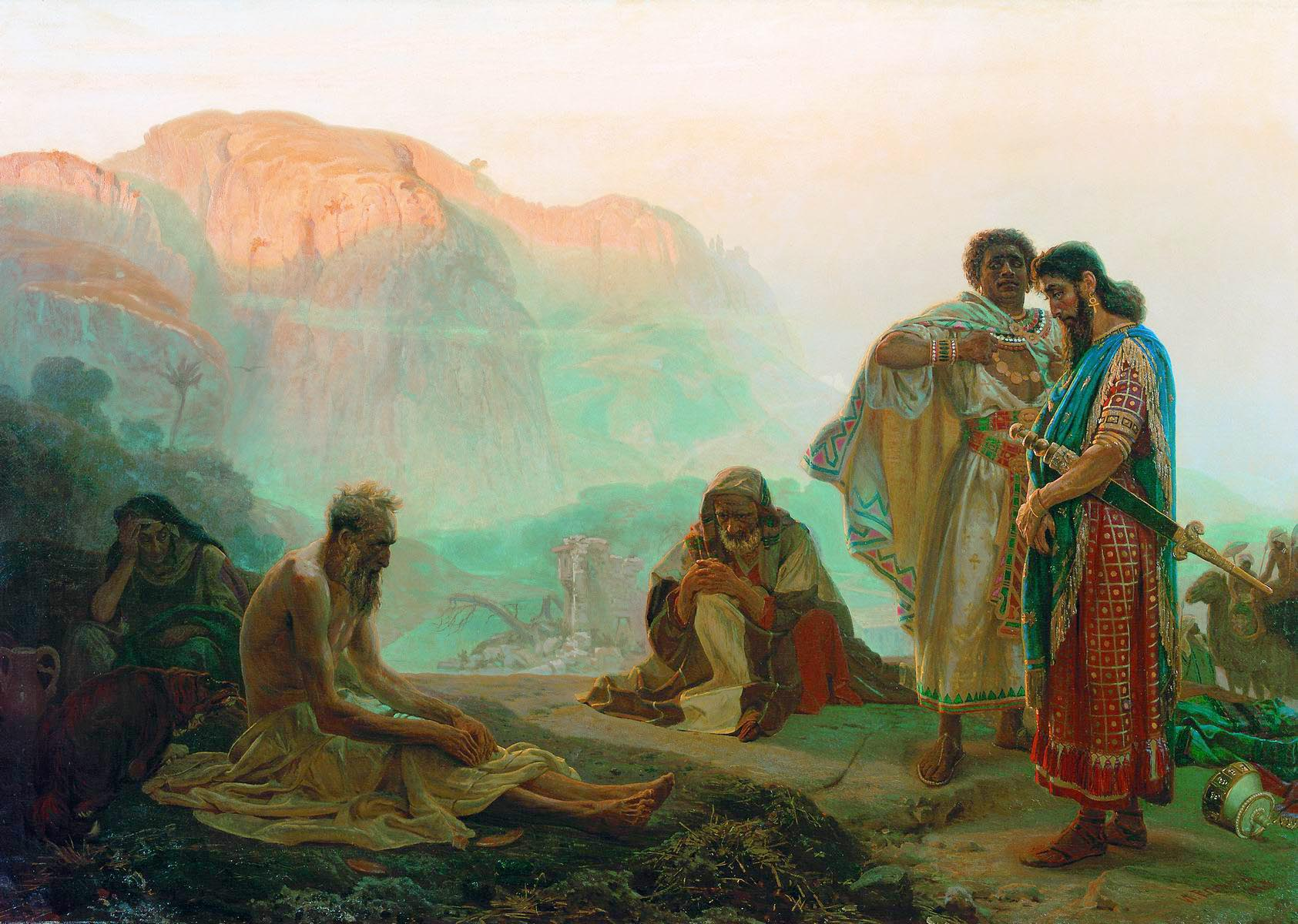
Job y sus amigos de Ilya Repin (1869)

Los diálogos de Job y sus amigos van seguidos de un poema (el «himno a la sabiduría») sobre la inaccesibilidad de la sabiduría: «¿Dónde se encuentra la sabiduría?», pregunta; y concluye en el capítulo 28 que la sabiduría ha sido ocultada a la humanidad. Job contrasta su fortuna anterior con su difícil situación actual como un paria, ridiculizado y sufriendo. Protesta por su inocencia, enumera los principios por los que ha vivido y exige que Dios le responda.

### Los discursos de Eliú
Un personaje que no se había mencionado anteriormente, Eliú, irrumpe en la historia y ocupa los capítulos 32-37. La narración lo describe saliendo de entre una multitud de espectadores enfurecidos. Interviene para afirmar que la sabiduría proviene de Dios, quien la revela a través de sueños y visiones a aquellos que luego declararán su conocimiento.

### Dos discursos de Dios
A partir del capítulo 38, Dios habla desde un torbellino. Los discursos de Dios no explican el sufrimiento de Job, no defienden la justicia divina, no entran en la sala del tribunal de confrontación que Job ha exigido, ni responden a su juramento de inocencia, del que el prólogo narrativo muestra que Dios es bien consciente.
En cambio, Dios cambia de tema y se centra en la fragilidad humana, contrastando la debilidad de Job con la sabiduría y la omnipotencia divinas: «¿Dónde estabas tú cuando yo fundaba la tierra?». Job responde brevemente, pero el monólogo de Dios continúa, sin dirigirse nunca directamente a Job.
En Job 42:1-6, Job da su respuesta final, confesando el poder de Dios y su propia falta de conocimiento «de cosas que me superan y que yo no sabía». Anteriormente, solo había oído a Dios, pero ahora sus ojos han visto a Dios y, por lo tanto, declara: «Me retracto y me arrepiento en polvo y ceniza».

### Epílogo
Dios le dice a Elifaz que él y los otros dos amigos «no han hablado de mí lo que es justo, como lo ha hecho mi siervo Job».
Se les dice a los tres que hagan un holocausto con Job como intercesor, «porque solo a él mostraré mi favor». Eliú, el crítico de Job y sus amigos, es notablemente omitido en esta parte de la narración.
El epílogo describe cómo Job recupera la salud, sus riquezas y su familia, y cómo vive para ver nacer a los nuevos hijos de su familia y tener nietos hasta la cuarta generación.

### Argumento
Dios le pregunta a Satán si se fijó en su siervo Job, varón perfecto y recto, temeroso de Dios y apartado del mal, a lo que este le contesta que sí, y que si es fiel es porque ha sido bendecido, beneficiado por él. Como respuesta Dios le permite a Satanás quitarle a Job sus privilegios para demostrar su fe, privándole de quitarle la vida. Satanás mata a sus ovejas, bueyes y asnos, a sus criados y a sus hijos e hijas, y le envía llagas dolorosas, pero la fe de Job sigue inquebrantable —actitud que su mujer no entiende, que dirá: "maldice a Dios y muérete"—. A continuación Job establece tres diálogos con tres amigos (Elifaz, Bilad y Sofar) en los que estos tratan de justificar los actos de Dios, sostienen que un hombre no puede llevar la razón frente a Dios y que quizá Job haya hecho algo malo y le aconsejan que se mantenga puro y tienda sus manos hacia él, ya que Dios es justo. A todo esto contesta Job que "Dios acaba con inocentes y culpables (…) deja la tierra en poder de los malvados y venda los ojos a sus gobernantes", acusa a Dios de no responder a su grito de auxilio y de enriquecer a los malvados. Job pide a Dios que le revele su falta, que desea discutir con él. Elihú, enfadado con los otros tres hombres porque al no haber conseguido responder a Job habían dejado a Dios como culpable, defenderá a Dios deslegitimando las quejas de Job. Tras esto aparece Dios, quien a través de una serie de interrogaciones retóricas le hace ver a Job que no sabe nada, para concluir diciendo "Cuanto hay bajo el cielo es mío". Job reconoce haber hablado sin entender de maravillas que superan a su comprensión y se arrepiente. Dios deja traslucir su enfado hacia los tres hombres que no han hablado rectamente de él; y en cuanto a Job, restituye y aumenta sus bienes, dándole una vida larga y próspera.

### Género literario y estilo
Según Joaquín González Echegaray, Job pertenecería a los libros sapienciales más antiguos, al igual que Proverbios y Eclesiastés. Estos tres libros se caracterizarían por "su escasa atención al culto oficial, su carencia de espíritu nacionalista y su orientación más hacia el individuo, la naturaleza del mundo y el modo de vivir satisfactoriamente que hacia el conjunto del pueblo, la historia de Israel y las relaciones personales entre el creyente y Dios". Añade que Job "utiliza la narración en prosa, interrumpida por un largo diálogo en verso".

## Estructura

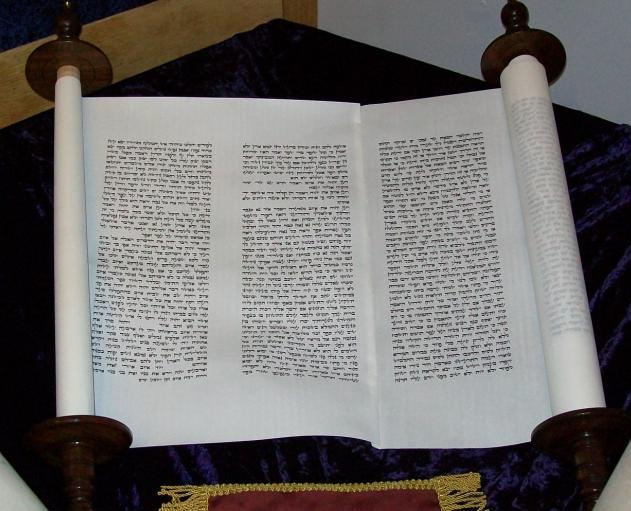
Un rollo del Libro de Job, en hebreo

El Libro de Job consta de un prólogo y un epílogo en prosa que enmarcan diálogos y monólogos poéticos. Es habitual considerar el marco narrativo como el núcleo original del libro, ampliado posteriormente por los diálogos y discursos poéticos, y secciones del libro como los discursos de Eliú y el poema de sabiduría del capítulo 28 como inserciones tardías, pero las tendencias recientes tienden a centrarse en la unidad editorial subyacente del libro.
Consta de un inicio y un final bastante breves en prosa. El grueso del libro (es decir, del capítulo 3 al 42) es un poema. El poema a su vez se divide en los tres discursos de los amigos de Job (Elifaz, Bildad y Zofar) con sus correspondientes réplicas. Sigue luego otro discurso, esta vez de Elihú y los dos de Yahveh.
El libro de Job consta de cinco secciones bien diferenciadas: 
- Un prólogo en prosa (caps. 1 y 2). En dos escenas, la primera en la Tierra, la segunda en el Cielo[31]
- Una serie de discursos dramáticos que tienen lugar entre Job y tres de sus amigos, Elifaz, Bildad y Zofar (caps. 3-31)
  - Monólogo inicial de Job[32] considerado por algunos estudiosos como un puente entre el prólogo y los diálogos y por otros como el comienzo de los diálogos[33] –
  - y tres ciclos de diálogos entre Job y sus tres amigos;[34] el tercer ciclo no está completo, ya que el discurso esperado de Zofar ha sido sustituido por el poema de sabiduría del capítulo 28[35]

Primer ciclo
- - Elifaz el Temanita y la respuesta de Job,[36]
  - Bildad el Shuhita y Job,[37]
  - Zofar el Naamatita y Job,[38]

Segundo ciclo
- - Elifaz y Job;[39]
  - Bildad y Job;[40]
  - Zofar y Job[41]

Tercer ciclo
- - Elifaz y Job[42]
  - Bildad y Job[43]

Un diálogo entre Job y Elihú, un cuarto amigo (caps. 32-37)
Discursos de Dios "desde el seno de la tempestad" (caps. 38-41)
- - Tres discursos de Dios,[44] con las respuestas de Job.
- Un breve epílogo en prosa (cap. 42).
  - La restauración de Job[45]

## Composición

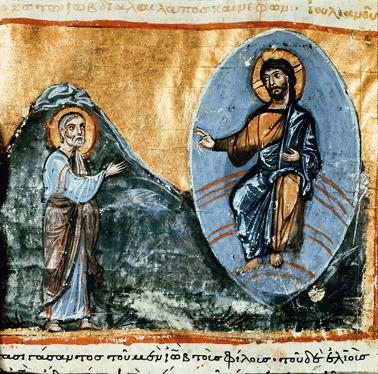
Ilustración bizantina anónima; Cristo preencarnado habla con Job

### Autoría, idioma, textos
El personaje de Job aparece en el Libro de Ezequiel del siglo VI a. C. como un hombre justo y ejemplar de la antigüedad, y el autor del Libro de Job aparentemente ha elegido a este héroe legendario para su parábola. El lenguaje del Libro de Job, que combina influencias hebreas y arameas posteriores a Babilonia, indica que fue compuesto durante el período persa (540-330 a. C.), y que el poeta utilizó el hebreo de una manera culta y literaria. El autor anónimo era casi con toda seguridad un israelita, aunque la historia se desarrolla fuera de Israel, en el sur de Edom o el norte de Arabia, y alude a lugares tan distantes como Mesopotamia y Egipto. A pesar de sus orígenes israelitas, parece que el Libro de Job fue compuesto en una época en la que la literatura sapiencial era común, pero no aceptable para la sensibilidad judía (es decir, durante el exilio babilónico y poco después).
Los discursos de Eliú difieren en estilo del resto del libro, y ni Dios ni Job parecen tomar nota de lo que ha dicho; como resultado, se cree ampliamente que los discursos de Eliú son una adición posterior de otro autor.
El lenguaje de Job destaca por su ortografía conservadora y por el número excepcionalmente elevado de palabras y formas léxicas que no se encuentran en ninguna otra parte de la Biblia. Muchos estudiosos posteriores, hasta el siglo XX, han buscado un origen arameo, árabe o edomita, pero un análisis detallado sugiere que las palabras extranjeras y las formas de aspecto extranjero son afectaciones literarias diseñadas para dar autenticidad al escenario lejano del libro y conferirle un sabor extranjero.

### Revisiones modernas
El Libro de Job existe en varias formas: el Texto Masorético en hebreo, que es la base de muchas traducciones modernas de la Biblia; la Septuaginta griega, realizada en Egipto en los últimos siglos a. C.; y los manuscritos arameos y hebreos encontrados entre los Rollos del Mar Muerto.
En la Vulgata latina, la Nueva Versión Estándar Revisada y en las Biblias protestantes, se coloca después del Libro de Ester como el primero de los libros poéticos. En la Biblia en hebreo, se encuentra dentro de los Ketuvim. John Hartley señala que en los manuscritos sefardíes, los textos se ordenan como Salmos, Job y Proverbios, pero en los textos ashkenazíes, el orden es Salmos, Proverbios y luego Job. En la católica Biblia de Jerusalén, se describe como el primero de los «libros sapienciales» y sigue a los dos libros de los Macabeos deuterocanónicos, es decir, 1 Macabeos y 2 Macabeos.

### Job y la tradición de la sabiduría
Job, Eclesiastés y el Libro de los Proverbios pertenecen al género de la literatura sapiencial y comparten una perspectiva que ellos mismos denominan «el camino de la sabiduría». «Sabiduría» significa tanto una forma de pensar como un conjunto de conocimientos adquiridos a través de ese pensamiento, así como la capacidad de aplicarlos a la vida. En su aplicación bíblica en la literatura sapiencial, se considera que se puede alcanzar en parte mediante el esfuerzo humano y en parte como un don de Dios, pero nunca en su totalidad, excepto por Dios.
Los tres libros de la literatura sapiencial comparten actitudes y supuestos, pero difieren en sus conclusiones: Los Proverbios hacen afirmaciones seguras sobre el mundo y su funcionamiento que Job y Eclesiastés contradicen rotundamente. La literatura sapiencial de Sumeria y Babilonia se remonta al tercer milenio a. C. Varios textos de la antigua Mesopotamia y Egipto ofrecen paralelismos con Job, y aunque es imposible saber si alguno de ellos influyó en el autor de Job, su existencia sugiere que el autor era receptor de una larga tradición de reflexión sobre la existencia del sufrimiento inexplicable.

## Temas

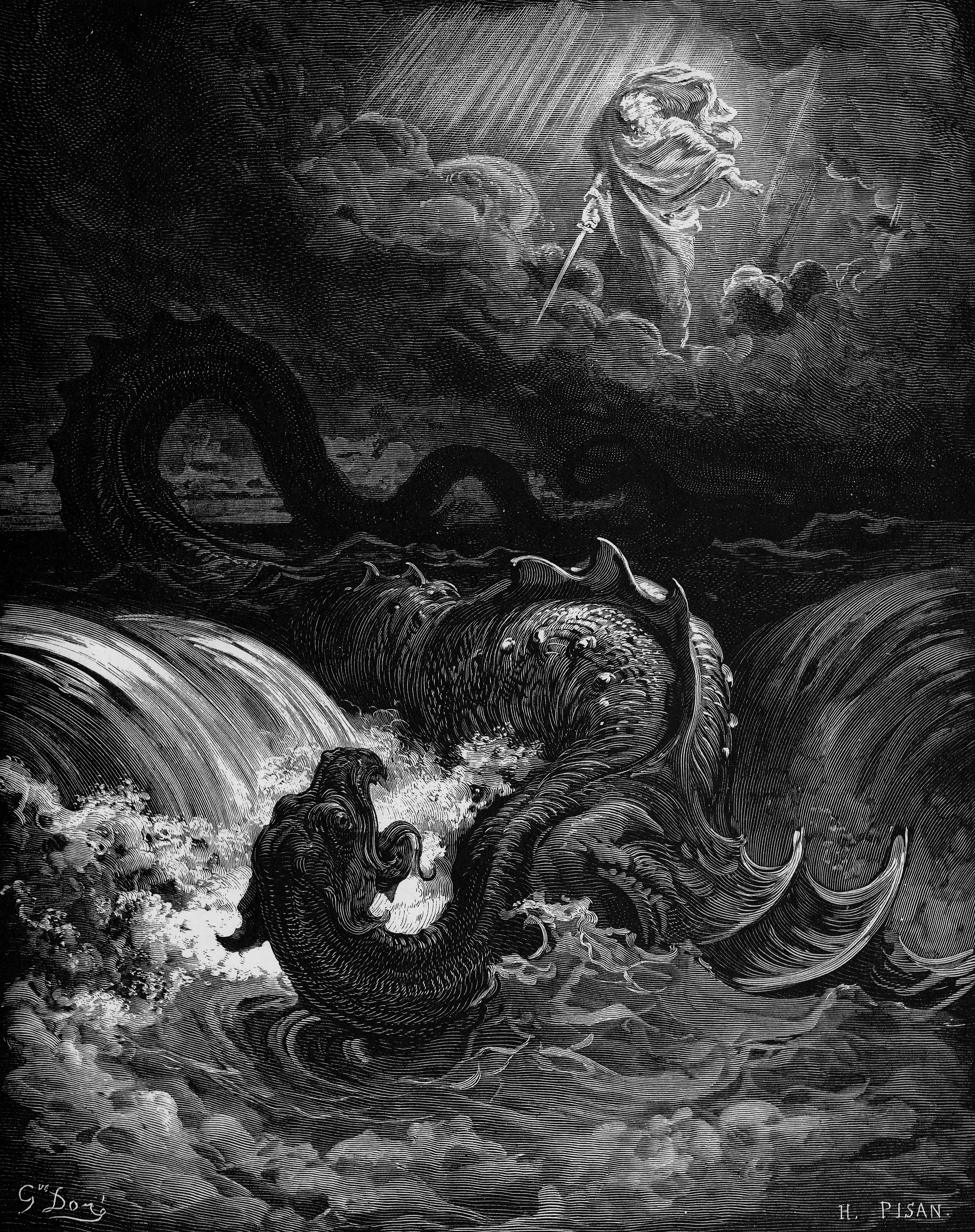
La destrucción de Leviatán por Gustave Doré (1865)

El Libro de Job es una investigación sobre el problema de la justicia divina. Este problema, conocido en teología como el problema del mal o teodicea, puede reformularse como una pregunta: «¿Por qué sufren los justos?» La respuesta convencional en el antiguo Israel era que Dios recompensa la virtud y castiga el pecado (el principio conocido como «justicia retributiva»). Según este punto de vista, el estatus moral de las elecciones y acciones humanas es consecuente, pero la experiencia demuestra que el sufrimiento lo experimentan aquellos que son buenos.
El concepto bíblico de justicia tenía sus raíces en el Dios de los pactos, que había ordenado la creación para el bienestar comunitario, y los justos eran aquellos que invertían en la comunidad, mostrando especial preocupación por los pobres y los necesitados (véase la descripción que hace Job de su vida en el capítulo 31). Su antítesis eran los malvados, que eran egoístas y codiciosos. Satanás (o el Adversario) plantea la cuestión de si existe la justicia desinteresada: si Dios recompensa la justicia con la prosperidad, ¿no actuarán los hombres con justicia por motivos egoístas? Le pide a Dios que lo ponga a prueba quitándole la prosperidad a Job, el más justo de todos los siervos de Dios.
El libro comienza con una narración enmarcada, que ofrece al lector una «perspectiva divina» omnisciente y presenta a Job como un hombre de fe y piedad ejemplares, «íntegro y recto», que «teme a Dios» y «huye del mal». El contraste entre el marco y los diálogos y monólogos poéticos, en los que Job nunca se entera de las escenas iniciales en el cielo ni de la razón de su sufrimiento, crea una sensación de ironía dramática entre la visión divina de la apuesta del Adversario y la visión humana del sufrimiento de Job «sin ninguna razón» (2:3).
En los diálogos poéticos, los amigos de Job ven su sufrimiento y asumen que debe ser culpable, ya que Dios es justo. Job, sabiendo que es inocente, concluye que Dios debe ser injusto. Mantiene su piedad a lo largo de toda la historia (contradiciendo la sospecha del Adversario de que su rectitud se debe a la expectativa de una recompensa), pero deja claro desde su primer discurso que está de acuerdo con sus amigos en que Dios debe recompensar la rectitud y que lo hace.
El intruso, Eliú, rechaza los argumentos de ambas partes:
- Job se equivoca al acusar a Dios de injusticia, ya que Dios es superior a los seres humanos, y
- los visitantes tampoco tienen razón, ya que el sufrimiento, lejos de ser un castigo, puede «rescatar a los afligidos de su aflicción».

Es decir, el sufrimiento puede hacer que los afligidos sean más receptivos a la revelación, literalmente, «abrir sus oídos» (Job 36:15).
El capítulo 28, el Poema (o Himno) a la Sabiduría, introduce otro tema: la sabiduría divina. El himno no hace hincapié en la justicia retributiva, sino en la inaccesibilidad de la sabiduría. La sabiduría no se puede inventar ni comprar, dice; solo Dios conoce el significado del mundo, y solo lo concede a aquellos que viven en reverencia ante él. Dios posee sabiduría porque comprende las complejidades del mundo (Job 28:24–26), un tema que anticipa el discurso de Dios en los capítulos 38-41, con su estribillo repetido «¿Dónde estabas cuando...?».
Cuando Dios finalmente habla, no explica la razón del sufrimiento de Job (que el lector sabe que es injusto, según el prólogo ambientado en el cielo) ni defiende su justicia. El primer discurso se centra en su papel en el mantenimiento del orden en el universo: la lista de cosas que Dios hace y Job no puede hacer demuestra la sabiduría divina, porque el orden es el corazón de la sabiduría. Job confiesa entonces su falta de sabiduría, es decir, su falta de comprensión del funcionamiento del cosmos y de la capacidad de mantenerlo. El segundo discurso se refiere al papel de Dios en el control de los formidables «behemoth» y «leviatán».
La respuesta de Job al discurso final de Dios es más larga que la primera y más complicada. La opinión habitual es que admite haber cometido un error al desafiar a Dios y ahora se arrepiente «en polvo y ceniza» (Job 42:6), pero el hebreo es difícil: una lectura alternativa es que Job dice que se equivocó al arrepentirse y llorar, y que no se retracta de ninguno de sus argumentos.
En la parte final de la narración marco, Dios restaura y aumenta la prosperidad de Job, lo que indica que la política divina sobre la justicia retributiva permanece inalterada.

## Influencia e interpretación

### Historia de la interpretación

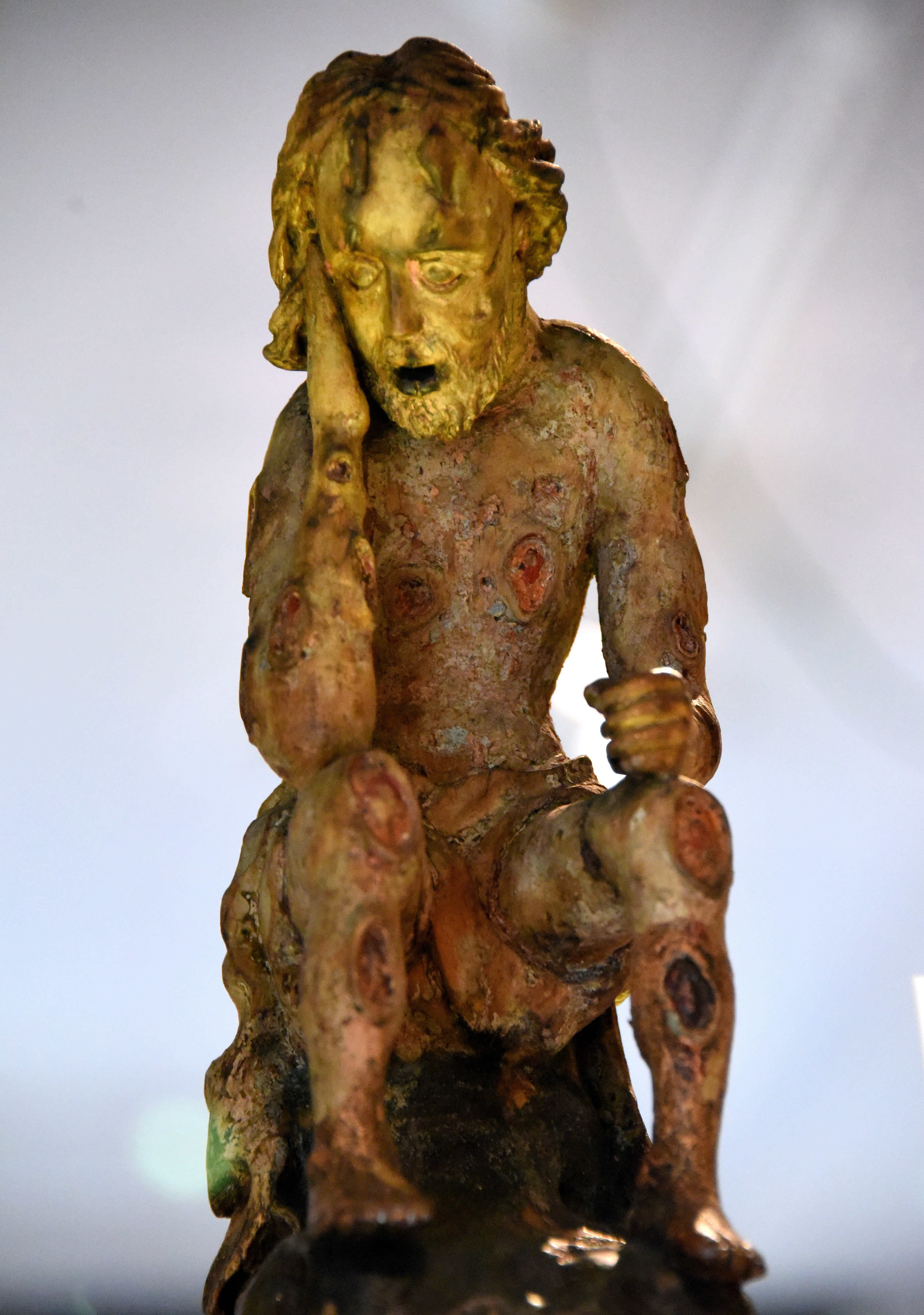
Una figura de madera tallada de Job. Probablemente de Alemania, 1750-1850 d. C. Colección Wellcome, Londres

En el periodo del Segundo Templo (500 a. C.-70 d. C.), el personaje de Job comenzó a transformarse en alguien más paciente y firme, y su sufrimiento se convirtió en una prueba de virtud y una reivindicación de la justicia para la gloria de Dios. El proceso de «santificación» de Job comenzó con la traducción griega Septuaginta (c. 200 a. C.) y se profundizó en el apócrifo Testamento de Job (siglo I a. C.-siglo I d. C.), que lo convierte en el héroe de la paciencia. Esta lectura presta poca atención al Job de las secciones dialogadas del libro,, pero fue la tradición que adoptó la Epístola de Santiago en el Nuevo Testamento, que presenta a Job como alguien cuya paciencia y resistencia deben ser imitadas por los creyentes (Santiago 5:7–11).
Cuando los cristianos comenzaron a interpretar Job 19:23–29 (versículos relativos a un «redentor» que Job espera que lo salve de Dios) como una profecía de Cristo, la opinión predominante entre los judíos pasó a ser la de «Job el blasfemo», y algunos rabinos llegaron a afirmar que había sido castigado justamente por Dios por haber permanecido impasible mientras el faraón masacraba a los inocentes niños judíos.
Agustín de Hipona registró que Job había profetizado la llegada de Cristo, y el papa Gregorio I lo presentó como un modelo de vida recta digno de respeto. El erudito judío medieval Maimónides declaró que su historia era una parábola, y el cristiano medieval Tomás de Aquino escribió un comentario detallado en el que afirmaba que era historia verdadera. En la Reforma protestante, Martín Lutero explicó cómo la confesión de Job de su pecaminosidad e inutilidad era la base de su santidad, y la interpretación de Juan Calvino sobre Job demostró la doctrina de la resurrección y la certeza última de la justicia divina.
El movimiento contemporáneo conocido como teología de la creación, una teología ecológica que valora las necesidades de toda la creación, interpreta los discursos de Dios en Job 38-41 en el sentido de que sus intereses y acciones no se centran exclusivamente en la humanidad.

### Uso litúrgico
La liturgia judía no utiliza lecturas del Libro de Job al estilo del Pentateuco, Profetas o Cinco Megillot, aunque se cita en funerales y momentos de duelo. Sin embargo, hay algunos judíos, en particular los judíos españoles y portugueses, que sí realizan lecturas públicas de Job en el ayuno de Tisha B'Av (un día de luto por la destrucción del Primer y Segundo Templos y otras tragedias). Los signos de cantilación de la gran sección poética en medio del Libro de Job difieren de los de la mayoría de los libros bíblicos, utilizando un sistema que solo comparten con él los Salmos y el Proverbios.
La Iglesia ortodoxa oriental lee Job y Éxodo durante la Semana Santa. Éxodo prepara para la comprensión del éxodo de Cristo hacia su Padre, de su cumplimiento de toda la historia de la salvación; Job, el sufriente, es el icono del Antiguo Testamento de Cristo.[cita requerida]
La Iglesia católica lee Job durante los maitines de las dos primeras semanas de septiembre y en el Oficio de Difuntos, y en la Liturgia de las Horas revisada, Job se lee durante la quinta, duodécima y vigésimo sexta semana del tiempo ordinario.
En el rito romano moderno, el Libro de Job se lee durante:
- Quinto y duodécimo domingo del tiempo ordinario – «Año B»
- Lectura de los días laborables de la vigésimo sexta semana del tiempo ordinario – «Ciclo II»
- Misas rituales para la unción de los enfermos y el viático – Opciones para la «primera lectura»
- Misas por los difuntos – Opciones para la «primera lectura»

## El problema de la retribución en el libro de Job
Las argumentaciones de Elifaz tienen los siguientes pasos: el inocente no puede morir, el pecado es siempre castigado, Dios ve faltas en todos (incluido Job). El castigo que Job recibe es, por tanto, correctivo. Las de Bildad hablan de la diversa suerte que espera al justo y al inicuo. Y las de Zofar van por el mismo lado de las faltas que son castigadas incluso si son inconscientes (cf. Jb 11, 5-12).
Job se defiende afirmando continuamente su inocencia. Sin embargo, llega a afirmar una cierta arbitrariedad que dirigiría la actuación de Dios y a la que no hay manera de oponerse. 
Elihú por su parte afirma que Dios prueba a los justos con sufrimientos para educarlos y forzar en ellos el clamor confiado en Dios salvador.
La respuesta de Yahveh da a entender que no entra en el debate precisamente por su trascendencia. Se sabe que hay una respuesta, pero Dios no la ha revelado todavía y muestra ante todo la sabiduría de su creación como prueba de que ninguna arbitrariedad hay en su actuar sino un designio misterioso que en su momento se dará a conocer.

### Problemas filosóficos y teológicos planteados

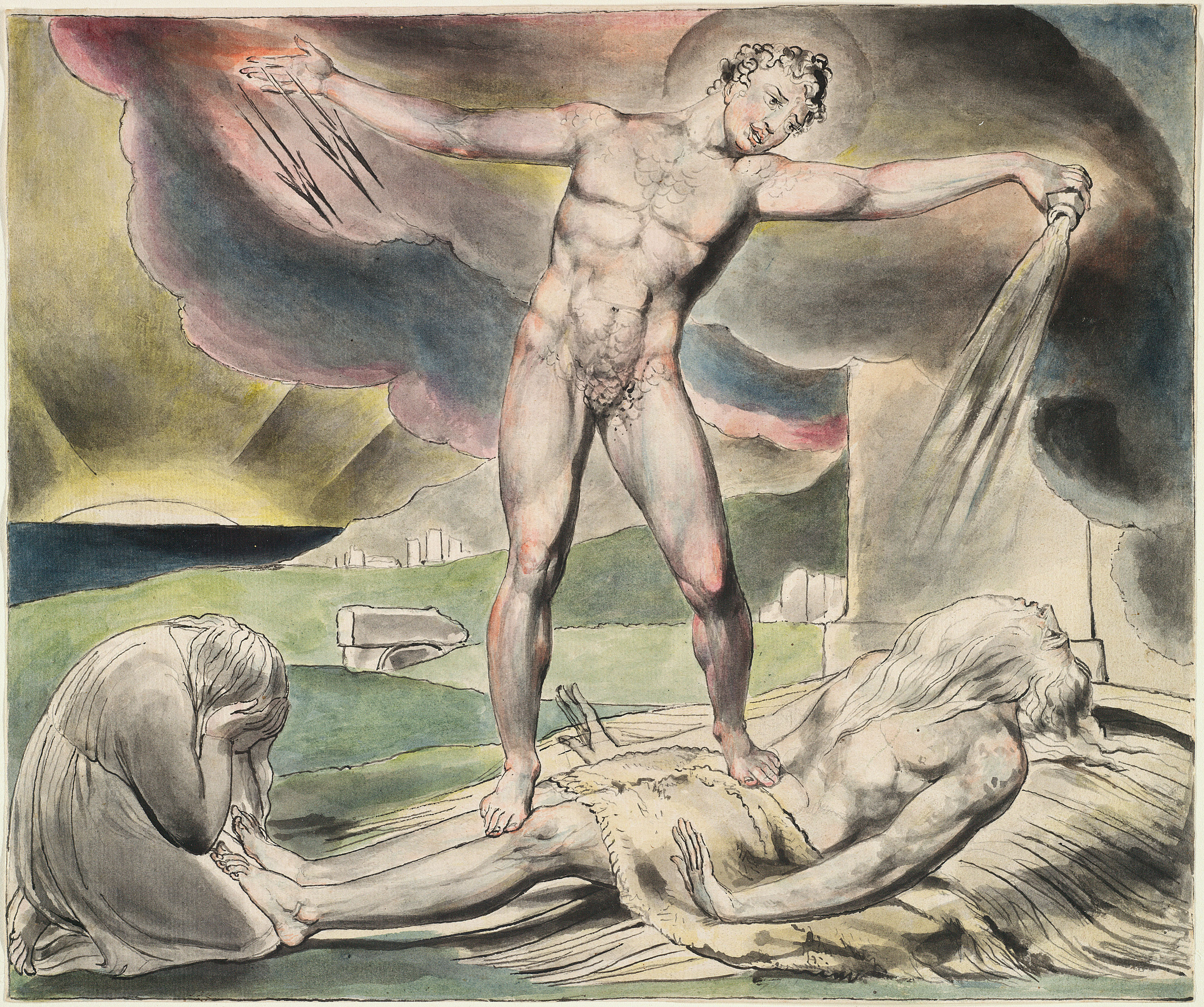
El Diablo cubre de pústulas a Job (de William Blake).

Desde el punto de vista de la mentalidad judía, el problema que ofrece el libro de Job es complejo. Para el judío, todo el Bien y todo el Mal proviene de Dios, porque Él ha creado todo. Dios, al mismo tiempo, es completamente justo y observa una moralidad completa. ¿Cómo es posible que someta a Job a la aparente injusticia que se narra en el libro?
Correspondió, entonces, estudiar la forma en que Dios opera Su justicia. La respuesta de los libros bíblicos es que:
1. Dios ejerce la justicia en el mundo real, y
2. Dios ejerce la justicia en forma colectiva.

En tiempos antiguos, los hebreos no creían en una vida de ultratumba, y por lo tanto tampoco en premios o castigos después de la muerte. Estos conceptos se presentan por primera vez en los deuterocanónicos Macabeos y en el libro de Sabiduría. Si bien los fallecidos gozan en el Sheol de una especie de "semivida", en el Infierno de los antiguos judíos no se discriminaba a los buenos de los malos. Dios, por lo tanto, manifiesta su justicia en este mundo.
Por otra parte, la convicción de que la deidad ejerce la justicia sobre toda la comunidad deriva naturalmente de la estructura social de clanes que dominaba la vida de los judíos primitivos. También reside aquí la fuerte solidaridad que aglutina a los judíos (sufren juntos las penas y disfrutan juntos la bonanza). Todos los libros sagrados obedecen a esta filosofía, que es muy visible en el Deuteronomio, en Josué, en Jueces, Samuel y en I Reyes. Recién en Ezequiel aparece entre los israelitas el concepto de responsabilidades, premios y castigos individuales. 
El problema, pues, se convierte en insoluble desde el punto de vista de Job. No está sufriendo por los pecados de los antepasados (una forma primitiva de pecado original) ni por los de sus amigos y vecinos. El diálogo con sus consoladores tiende a ignorar incluso la intervención demoníaca en sus penas.
El teólogo judío antiguo trató de justificar los inexplicables sufrimientos de Job a través de algún pecado ya olvidado o de faltas ocultas y nunca relatadas en el libro. Desde un punto de vista más moderno, se retorna a la acción maléfica del Diablo y al concepto del libre albedrío, condición necesaria para que se consume la alianza de Dios con Su pueblo. Si el Demonio no existiese, el Hombre no podría elegir entre el Bien y el Mal (que Job elige parcialmente al increpar a Dios por su dolor).
Por estas y otras complejidades, Job ha sido llamado[¿dónde?][¿quién?] "el libro más difícil del Antiguo Testamento".

## Obras parecidas a Job
El tema de Job (el justo que sufre injustamente) fue muy frecuentado posteriormente en la época asiria, babilónica y persa. Las culturas babilónicas, por ejemplo, cuentan la historia de un rey el cual perdió todas sus posesiones y se enfermó. Rogando piadosamente al dios Marduk, el soberano consiguió que se le restituyeran el trono y la salud. Como se ve, este episodio es muy parecido al de Job.
El asiriólogo Samuel Noah Kramer en su libro History Begins at Sumer: Thirty-Nine "Firsts" in Recorded History. (1956), hace una traducción de un texto sumerio en donde demuestra un gran paralelismo con la historia bíblica de Job. Kramer apunta que la versión hebrea tiene influencia y deriva, de alguna manera, de la versión predecesora Sumeria.

## Relaciones con otros libros
Este libro está claramente relacionado con Proverbios y el Eclesiastés. Al leer primero Proverbios y después a Job, se ve que el primero transmite enseñanzas basadas en la pura observación empírica, mientras que el segundo contiene una grave reflexión que desconfía de las soluciones fáciles o de las verdades evidentes. El Eclesiastés es incluso más escéptico. El dolor y el sufrimiento como instrumentos de redención reaparecen en el libro de Daniel (Daniel 12:1-3) y en Sabiduría 2:5. 
Entre las enseñanzas que la lectura del libro de Job nos deja es la honestidad con que Job analizaba su situación, seguro de que Dios miraba el corazón por sobre todas las cosas. Otra enseñanza del libro de Job es que se puede mantener la fe incluso en los momentos más penosos y en las circunstancias más injustas, porque eso es lo que Dios espera de nosotros. El autor bíblico no pudo profundizar más en la solución del problema porque no disponía de las teorías de premios y castigos en otra vida, que sólo llegarían más adelante.
Por otra parte, el Nuevo Testamento también responde a las angustiosas quejas de Job con dos versículos de San Pablo: Rm. 8:18 y Col. 1:24. En uno se afirma que los sufrimientos, por grandes que sean, palidecerán ante la gloria de la vida eterna y el otro dice que las penas del Hombre no son nada en comparación con los dolores que sufrió Cristo.
Además, pueden destacarse las "versiones" realizada por Goethe en su Fausto y la novela Diario de Job de Fernando Savater (1983).